# Nicholas Hoult
Nicholas Caradoc Hoult (Wokingham, Engeland, 7 december 1989) is een Engels acteur. Hij speelde onder meer in About a Boy (2002) als Marcus Brewer en in Skins als Tony Stonem. Ook vertolkte hij de rol van Eusebios in de film Clash of the Titans en die van jonge Hank McCoy in de X-men-serie.

## Jeugd
Hoult is geboren in Wokingham, Berkshire. Hij is het derde kind van Glennis en Roger Hoult. Zijn moeder is pianolerares en zijn vader piloot voor British Airways. Hij heeft 1 oudere broer en twee zussen.